# Nowoaleksiejewskaja
Nowoaleksiejewskaja (ros. Новоалексеевская) – stanica w Rosji, w Kraju Krasnodarskim.
Według danych z 2002 miejscowość zamieszkują głównie Rosjanie (64,8%) i Ormianie (26,7%).